# بوگیشه
بوگیشه (به صربی: Bogiše) یک منطقهٔ مسکونی در صربستان است که در بروس واقع شده‌است. بوگیشه ۳۳۱ نفر جمعیت دارد.